# Малое Высоко (Ярославская область)
Малое Высоко – деревня на территории Николо-Кормской сельской администрации Покровского сельского поселения Рыбинского района Ярославской области .
Употребляются различные альтернативные формы названия: Малое Высоко - используется на почтовом сайте  и на топографической карте, Малое Высоково – в некоторых документах администрации  и на топокарте 1941 года, Малое Высока – в списке почтовых индексов , Малые Высоки и Малые Высока – в речи жителей. Деревня Малое Высокое указана на плане Генерального межевания Рыбинского уезда 1792 года.
Деревня расположена на высоком обрывистом правом берегу Волги, выше Рыбинского водохранилища, строго говоря, в лоциях и на картах этот участок Волги обычно обозначается как Рыбинское водохранилище, так как в настоящее время Волга здесь шире естественного русла. Волга здесь течёт в направлении с юга на север, соответственно ориентирована и деревня. Основная улица деревни проходит вдоль старинного тракта, проходящего по берегу Волги. Здесь практически непрерывной полосой следуют деревни Бабурино, Городок, Крутец, Малое и Большое Высоко. Малое Высоко расположено севернее, ниже по течению Волги Большого и в настоящее время из-за интенсивного строительства загородных дач соединилось с ним. 
Основу составляет традиционная застройка, рубленные избы, фасадами на улицу, но имеются и современные постройки, щитовые домики, построенные для работников колхоза и дачные постройки. Численность постоянного населения на 1 января 2007 года – 18 человек. 
В обход деревни с восточной, дальней от Волги стороны, построена автомобильная дорога к Коприно и Ларионово, ответвляющаяся в селе Николо Корма от трассы Р104 на участке Углич-Рыбинск. Дорога эта идет параллельно берегу Волги и удобна для доступа жителей Москвы к развивающемуся в районе села Коприно курорта. Транспорт - маршрутное такси от Большого Высоко связывает деревню с городом только в летний сезон и по выходным дням. В будние дни и в зимний сезон используется автобусная остановка рейсовых автобусов на Углич и Мышкин в селе Никольское (2-3 км). Пользуются жители и железнодорожным транспортом через станцию Кобостово, до которой около 6 км. 
Продовольственный магазин в деревне Большое Высоко. Имеется централизованное водоснабжение с водоразборными колонками. Администрация сельского поселения в поселке и центр врача общей практики находится Искра Октября, центр Николо-Кормской сельской администрации, отделение почты, школа, клуб в селе Никольское. Церковный приход и кладбище в настоящее время в селе Николо Корма, в прошлом функционировала церковь в селе Городок.